# Southside (Dublin)
Southside (Taobh Ó Dheas po irlandzku) nie jest oficjalnym obszarem administracyjnym tylko obszarem w mieście Dublin oraz przyległych miasteczek satelickich. W potocznym znaczeniu słowo to określa całą południową część Dublina (część parzysta) od rzeki Liffey aż do rejonów Bray (czyli wszędzie tam gdzie dociera komunikacja miejska Dublina). 

## Obszary położone w Southside
Do Southside w Dublinie zaliczamy wszystkie obszary na południe od Liffey, w tym wiele słynnych miejsc, jak na przykład ulica Grafton Street, czy też Temple Bar.

Podział Dublina dla celów pocztowych

Poniżej wymieniono większość obszarów związanych z południową częścią Dublina. Pod pojęciem obszary należy rozumieć w tym przypadku zarówno formalne dzielnice Dublina jak też przyległe przedmieścia, stanowiące jednak samorządne miasta i administrowane przez hrabstwo Dún Laoghaire-Rathdown oraz hrabstwo Dublin Południowy: 
- Adamstown
- Ballinteer
- Ballsbridge
- Ballyboden
- Ballybrack
- Ballyfermot
- Ballymount
- Belfield (lokalizacja Uniwersytetu University College Dublin)
- Blackrock
- Booterstown
- Bray (tylko północna część)
- Cabinteely
- Cherrywood
- Churchtown
- Citywest
- Clondalkin
- Clonskeagh
- Cornelscourt
- Crumlin
- Dalkey
- Deansgrange
- Dolphin's Barn
- Donnybrook
- Drimnagh
- Dundrum
- Dún Laoghaire
- Edmondstown
- Firhouse
- Fox & Geese
- Foxrock
- Galloping Green
- Glasthule
- Glenageary
- Glencullen
- Goatstown
- Greenhills
- Harold's Cross
- Inchicore
- Irishtown
- Jobstown
- Killiney
- Kilmacud
- Kilmainham
- Kilternan
- Kimmage
- Knocklyon
- Leopardstown
- Loughlinstown
- Lucan
- Milltown
- Monkstown
- Mount Merrion
- Newcastle
- Park West
- Palmerstown
- Ranelagh
- Rathcoole
- Rathfarnham
- Rathgar
- Rathmichael
- Rathmines
- Rialto
- Ringsend
- Rockbrook
- Saggart
- Sallynoggin
- Sandycove
- Sandyford
- Sandymount
- Shankill
- Stepaside
- Stillorgan
- Tallaght
- Templeogue
- Terenure
- Walkinstown
- Whitechurch
- Windy Arbour